# Lishu (Siping)
Lishu (chinesisch 梨樹縣 / 梨树县, Pinyin Líshù Xiàn) ist ein nordostchinesischer Kreis der bezirksfreien Stadt Siping im westlichen Teil der Provinz Jilin. Er hat eine Fläche von 4209 km², Ende 2020 hatte der Kreis 734.614 Einwohner. Im Januar 2023 waren 41.890 ha bzw. 10 % des Kreisgebiets bebaute Fläche, 34.277 ha bzw. 8 % waren Ödland und 344.519 ha bzw. 82 % der Fläche wurden landwirtschaftlich genutzt.
In Lishu wird primär Mais angebaut, nicht nur für den Eigenbedarf, sondern zum großen Teil auch für den Verkauf und Export.

## Geschichte
Das heutige Kreisgebiet gehörte ursprünglich zu Korea, ab 669 zum Königreich Balhae, wo es der Präfektur Fuyu (扶余府) unterstand. Nach dem Fall von Balhae im Jahr 926 und der Eroberung des Gebiets durch die Liao-Dynastie der Kitan wurde dort der Kreis Liuhe (柳河县) eingerichtet, der der Präfektur Tong (通州) unterstand, nach der Machtübernahme durch die Jin-Dynastie im Jahr 1125 dann der Präfektur Han (韩州). Der Amtssitz des Präfekten wechselte oft. Im Jahr 1150 wurde er schließlich in die Stadt Pianlian (偏脸城) verlegt, das heutige Dorf Xiuyan (岫岩村) in der Gemeinde Baishan, 4 km nördlich der Großgemeinde Lishu.
Die Reste der Stadtmauer, ein wegen Geländeunebenheiten etwas verschobenes Quadrat von 1 km Seitenlänge – daher der Name „Pianlian“ bzw. „Schiefes Gesicht“ – stehen seit dem 25. Mai 2006 unter Denkmalschutz.
Die Stadtmauer ist insgesamt 4318 m lang, an der Basis 12 m dick und auf der Krone 1 m. An den höchsten Stellen war die Mauer 7,4 m hoch, dazu kamen an den vier Ecken noch Türme, die die Mauer um 2 m überragten. In der Mitte einer jeden Seite befand sich jeweils ein durch eine Barbakane geschütztes Tor.
Als 1160 der Jin-Kaiser Wanyan Liang (完顔亮, 1122–1161) für den Krieg gegen China Zwangsrekrutierungen durchführen ließ, wollte ihm die örtliche, zum Volk der Tatabi gehörende Bevölkerung, ebenso wie die Mehrzahl der Kitan, nicht folgen und schloss sich unter der Führung von Yelü Wuhan der Rebellenarmee des Kitan-Beamten Saba an. Gleich zu Beginn des Aufstands wurde Pianlian besetzt. Ein Jahr später ermordete Yelü Wuhan Saba. Als Sitz der Präfektur blieb Pianlian umkämpft. 1196 wurde die Stadt erneut von Kitan-Rebellen besetzt und geplündert, dann wieder 1213.
Zu Beginn der Yuan-Dynastie wurde die Präfektur Han in „Xianping“ (咸平府, „Frieden für alle“) umbenannt. Im Laufe der Jahre nahm die Bevölkerung jedoch immer weiter ab und die Stadt verfiel. Mitte des 14. Jahrhunderts, zu Beginn der Ming-Dynastie, gab es in der Gegend zwar noch einige Poststationen, ansonsten wurde das Gebiet aber nur noch von mongolischen Stämmen als Weideland genutzt.
Erst als Kaiser Aisin Gioro Yongyan der Qing-Dynastie im Jahr 1803 das Einreiseverbot für Han-Chinesen aufhob, nahm die Bevölkerung wieder zu. Zahlreiche Wirtschaftsflüchtlinge aus Shandong, Shanxi, Hebei und Henan siedelten sich im heutigen Kreisgebiet an und begannen, das Weideland in Ackerland umzuwandeln. 1821 wurde schließlich die heutige Großgemeinde Lishu als ummauerte Stadt gegründet. 1878 wurde der Kreis Fenghua (奉化县) gegründet, mit Amtssitz in der Stadt Lishu (梨树城). Der Kreis gehörte zur damaligen Präfektur Changtu (昌图府). Nach der Gründung der Republik China erhielt der Kreis am 1. März 1914 seinen heutigen Namen. Während der japanischen Besetzung und während des chinesischen Bürgerkriegs wurde die Einteilung der Provinzen in Nordostchina mehrfach geändert. Seit dem 21. Juli 1954 gehört der Kreis Lishu zur Provinz Jilin. Am 23. Oktober 1958 wurde Lishu dem damaligen Sondergebiet Siping (四平专区) unterstellt, seit dem 30. August 1983 „Bezirksfreie Stadt Siping“ (四平市).

## Administrative Gliederung
Auf Gemeindeebene setzt sich der Kreis Lishu aus drei Straßenvierteln, fünfzehn Großgemeinden und sechs Gemeinden zusammen.
Diese sind:
Straßenviertel Fuqiang (富强街道)
Straßenviertel Huojiadian (霍家店街道)
Straßenviertel Kangping (康平街道)
Großgemeinde Caijia (蔡家镇)
Großgemeinde Donghe (东河镇)
Großgemeinde Gujiazi (孤家子镇)
Großgemeinde Guojiadian (郭家店镇)
Großgemeinde Lamadian (喇嘛甸镇)
Großgemeinde Lishu (梨树镇), Sitz der Kreisregierung
Großgemeinde Linhai (林海镇)
Großgemeinde Liujiaguanzi (刘家馆子镇)
Großgemeinde Mengjialing (孟家岭镇)
Großgemeinde Shenyang (沈洋镇)
Großgemeinde Shijiabao (十家堡镇)
Großgemeinde Wanfa (万发镇)
Großgemeinde Xiaochengzi (小城子镇)
Großgemeinde Xiaokuan (小宽镇)
Großgemeinde Yushutai (榆树台镇)
Gemeinde Baishan (白山乡)
Gemeinde Jinshan (金山乡)
Gemeinde Quanyanling (泉眼岭乡)
Gemeinde Shengli (胜利乡)
Gemeinde Shuanghe (双河乡)
Gemeinde Sikeshu (四棵树乡)